# 青泥洼桥

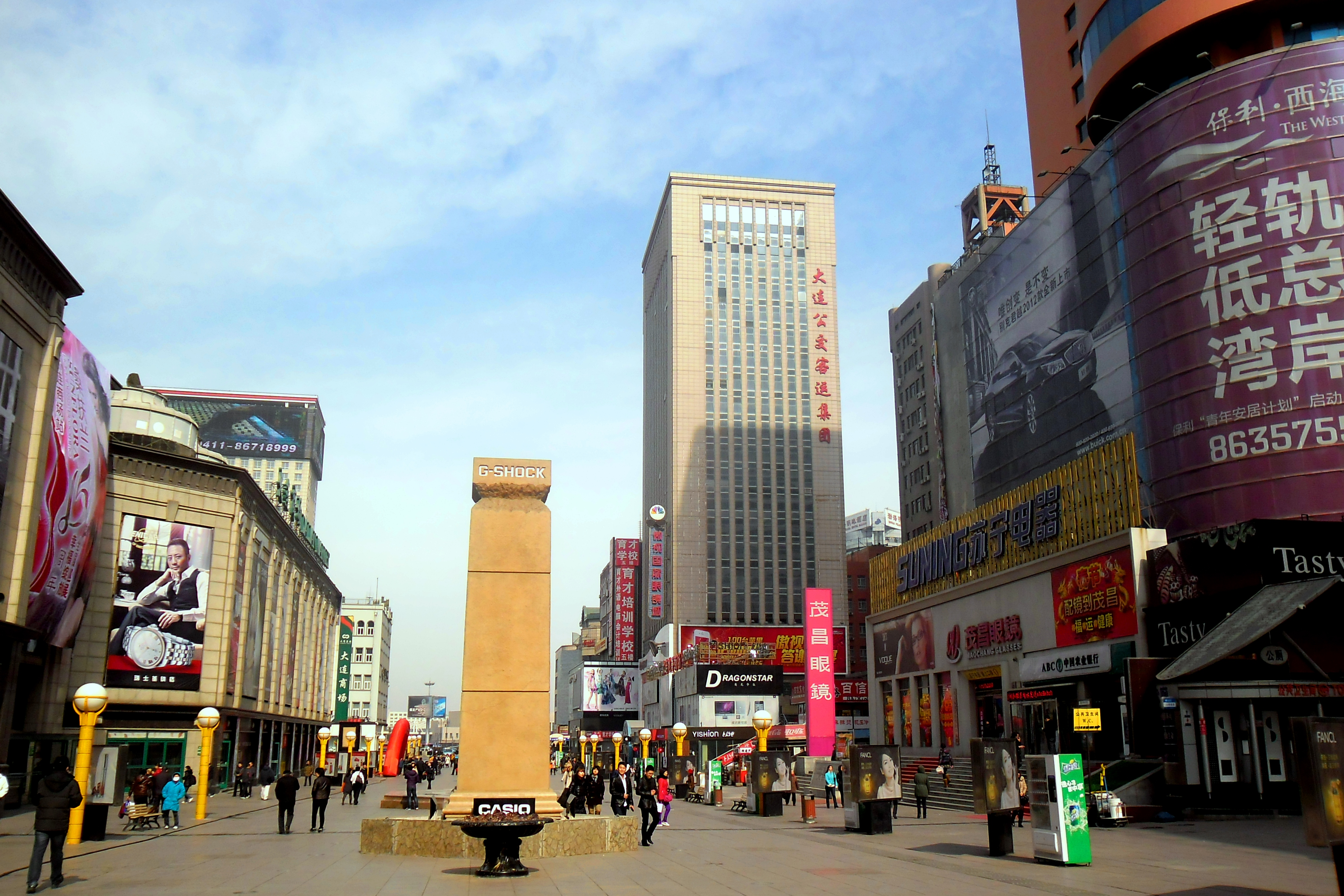
青泥洼桥步行街

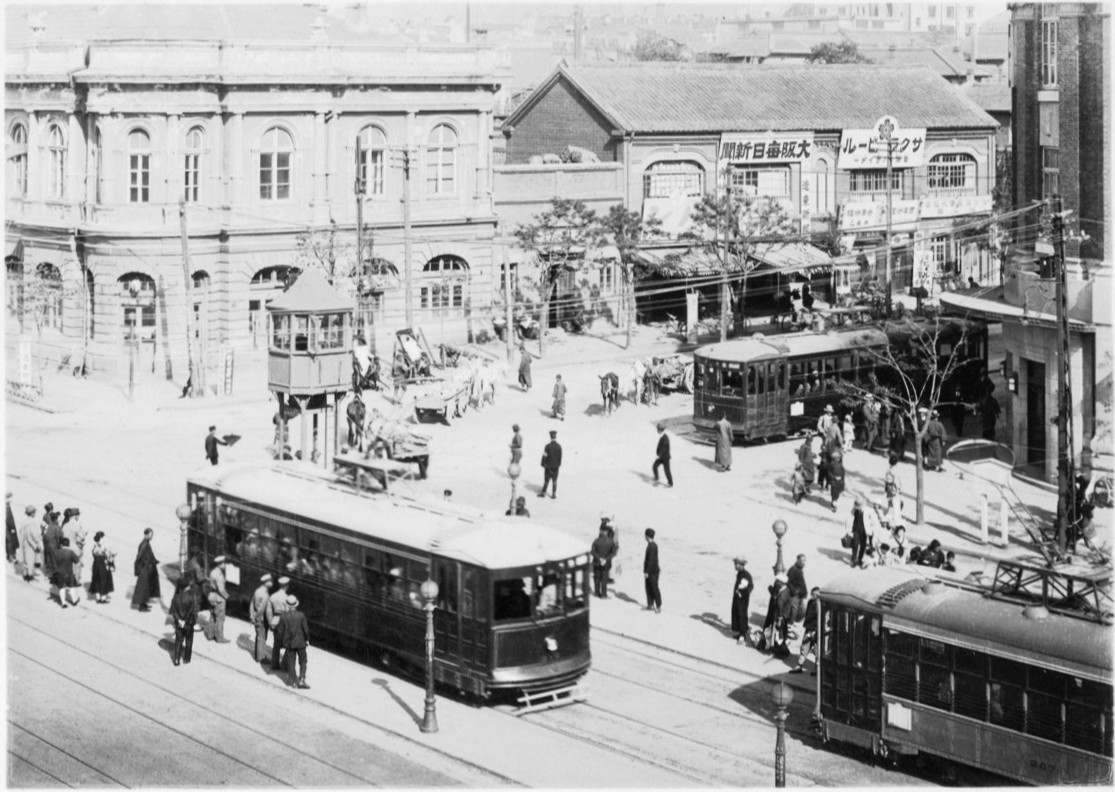
1920年代的常盘桥

青泥洼桥是位于中国辽宁省大连市中山区的繁华商业区，有众多大型商场。地下建有胜利广场和胜利地下长廊。大连火车站位于区域北部。

## 历史
这里古代只是一个小渔村，称为青泥洼，因当地地理特点而得名。明清时期以一条河沟为界分为东青泥洼村和西青泥洼村。沙俄侵占辽东半岛后决定在此地建设城市，在河上建有一座木桥，即青泥洼桥，位于今大连火车站西南。日俄战争后辽东易手，日本在沙俄基础上开始大规模城市建设，将木桥改建为混凝土桥，名为常盘桥；并将这一带建设为大连市商业中心，建起常盘桥市场（今大商集团）、三越百货等大型商场。大连人至今仍称此地为“街里”。后来河流逐渐淤塞，最终改造为暗沟，桥也逐渐湮没。
1979年进行道路改造时，桥的遗迹被覆盖。1990年代建设胜利广场时，桥的遗迹被重新发现并得到保护，今建有“青泥洼桥博物馆”。